# Theodor Liesching
Theodor Gottfried Liesching (né le 14 août 1865 à Stuttgart et mort le 25 juillet 1922 à Boeblingen) est un avocat et homme politique allemand.

## Biographie
Il est le fils de l'éditeur Hermann Theodor Liesching (1821-1871) et Caecilie Susanne Luise Regenbrecht (1840-1915) et appartient à l'Église protestante. Après avoir étudié au lycée de Stuttgart, il étudie le droit à Tübingen et Breslau. À Tübingen, il devient membre de l'Association de gymnastique Hohenstaufia. De 1890 à 1891, Liesching est avocat à Stuttgart puis de 1891 à 1917 à Tübingen. De 1917 à 1918, il est conseiller principal à l'ambassade du Wurtemberg à Berlin.

## Politique
De 1901 à 1918, il est membre de la chambre des députés de Wurtemberg. De 1912 à 1918, il est également député du Reichstag où il représente la 8e circonscription de Wurtemberg (Freudenstadt, Horb, Oberndorf, Sulz). Liesching est nommé en 1912 comme candidat conjoint des nationaux-libéraux et du Parti populaire progressiste. Au second tour, il s'impose contre le candidat conservateur avec l'aide des sociaux-démocrates.
Du 7 au 9 novembre 1918, Liesching est le dernier président du ministère d'État de Wurtemberg ainsi que ministre des Affaires étrangères et de la Justice. En tant que membre du Parti populaire progressiste (auquel le Parti populaire de Wurtemberg a adhéré en 1910), il contribue à la fondation du DDP à la fin de 1918.
Du 10 novembre 1918 au 20 février 1922, il travaille comme ministre des Finances du Wurtemberg dans les cabinets Blos et Hieber. De 1919 à 1920, il est membre de l'Assemblée constituante de l'État populaire libre de Wurtemberg et de 1920 à 1922 du Landtag de l'État populaire libre de Wurtemberg. Il meurt en 1922 d'une maladie pulmonaire de longue date.

## Travaux
- Zur Geschichte der württembergische Verfassungsreform im Landtag. 1901–1906. J. C. B. Mohr, Tübingen 1906.